# NGC 1650
NGC 1650 è una lontana e estremamente vasta galassia ellittica situata nella costellazione dell'Eridano, a una distanza di circa 518 milioni di anni luce dalla nostra Via Lattea.

## Scoperta
La galassia è stata scoperta il 12 novembre 1885 dall'astronomo statunitense Francis Leavenworth.

## Descrizione
Date le dimensioni del suo diametro di oltre 367'000 anni luce, NGC 1650 viene classificata come galassia gigante e di tipo diffuso (cD).